# ラマヌジャン・スコーレムの定理
ラマヌジャン・スコーレムの定理（ラマヌジャン・スコーレムのていり、英: Ramanujan-Skolem's theorem）またはラマヌジャン・ナーゲルの定理（ラマヌジャン・ナーゲルのていり、英: Ramanujan-Nagell's theorem）はディオファントス方程式の一つの解に関する定理で、次の不定方程式
2n − 7 = x2
の自然数解が存在するのは n = 3, 4, 5, 7, 15 のときだけであるというもの。(n, x) = (3, 1), (4, 3), (5, 5), (7, 11), (15, 181) である。
シュリニヴァーサ・ラマヌジャンが予想し、ナーゲル (Trygve Nagell) が1948年に（元の証明はノルウェー語で発表されたが、1961年に英語版の論文が発表された）、トアルフ・スコーレムが1959年に証明した。

## 一般化
一般に 与えられた正の整数 D に対して
{\displaystyle x^{2}+D=2^{n}}
は有限個の解しかもたない。ロジェ・アペリー は 7 以外の正の整数 D に対して、この方程式は多くても2つの正の整数解しかもたないことを示したが、Beukersは2つの正の整数解をもつのは
{\displaystyle D=7,23\;((x,n)=(3,5),(45,11)),\quad 2^{k}-1\;(k\geq 4,\,(x,n)=(1,k),(2^{k-1}-1,2k-2))}
の場合に限ることを示し、さらに n < 435 + 10 log |D| / log 2 （これは D が負の場合にも成り立つ）となることを示した。

## Lebesgue–Nagell 方程式
一般に、任意の整数 A, D に対して、不定方程式
{\displaystyle x^{2}+D=Ay^{n}}
の整数解 x, y, n の個数は有限個で、原理的に計算可能である。M. Lebesgue （アンリ・ルベーグとは別人）は1850年に
{\displaystyle x^{2}+1=y^{n}}
の整数解は x = 0, y = 1 しかないことを示した。これにちなんで上記の形の方程式を Lebesgue–Nagell 方程式とよぶ。フェルマーの最終定理の証明にも用いられたモジュラー性の理論を用いて Bugeaud, Mignotte, Siksek はこの不定方程式を A = 1, 1 ≤ D ≤ 100 に対して解いた。特に元のラマヌジャン・ナーゲルの方程式の直接の拡張である方程式
{\displaystyle x^{2}+7=y^{n},n>1}
の自然数解は x = 1, 3, 5, 11, 181 のみである。